# Нанкин
Нанкин или Нандзин (на китайски: 南京市) е град в Източен Китай, административен център и най-голям град на провинция Дзянсу. Нанкин е с население от 6 126 165 жители (2000 г.) и площ от 6596 км². Намира се в часова зона UTC+8. Отстои на 300 км западно от Шанхай и на 1200 км южно от Пекин.
Градът е разположен на 15 м надморска височина в Равнината на Яндзъ, на брега на река Яндзъ и има речно пристанище достъпно и за морските кораби, а също и аерогара. Нанкин е важен транспортен и икономически център. Развити са текстилната, хранително-вкусовата, машиностроителната индустрия, металообработването. Разполага с университет и други висши учебни заведения.
Нанкин е един от най-древните китайски градове и неведнъж е бил столица на страната и резиденция на нейните управители. Основан е през 472 г. пр.н.е. През 1937 година, по време на Втората китайско-японска война, градът, който е столица на Република Китай, става сцена на Нанкинската битка и последвалото Клане в Нанкин.

## Известни личности
Родени в Нанкин
- Джун Наншан (р. 1936), лекар
- Цао Сюецин (1724 – 1763), писател
- Шън Ян (р. 1989), шахматистка

Починали в Нанкин
- Мужун Чао (385 – 410), император